# Gimnazjum Żeńskie Heleny Miklaszewskiej w Łodzi
Gimnazjum Żeńskie Heleny Miklaszewskiej, właśc. Gimnazjum Żeńskie Heleny Miklaszewskiej w Łodzi pod wezwaniem Najświętszej Marii Panny Niepokalanie Poczętej, późń. także liceum oraz szkoła powszechna – prywatna, żeńska, polska szkoła katolicka, działająca w latach 1911–1948, zorganizowana przez Helenę Miklaszewską.

## Historia
Gimnazjum Heleny Miklaszewskiej było szkołą dla dziewcząt z polskich inteligenckich rodzin i chrześcijańskich elit finansowo-fabrykanckich. Charakteryzowała się wysokim poziomem nauczania i elitarnym charakterem, szczególnie w 20-leciu międzywojennym. Po odzyskaniu przez Polskę niepodległości po I wojnie światowej, była jedną z nielicznych łódzkich szkół, uprawnionych do przeprowadzania egzaminów maturalnych.

### ul. H. Sienkiewicza 22 i 61
Szkoła ta powstała w oparciu o siedmioklasowy Zakład Naukowy Żeński Zofii Piaskowskiej w Łodzi. Helena Miklaszewska – członkini Zgromadzenia Pocieszycielek Najświętszego Serca Jezusowego, kupiła placówkę szkolną przy ul. H. Sienkiewicza 22 we wrześniu 1911 roku. Wówczas w szkole uczyły się 84 uczennice. Do roku szkolnego 1914/1915 w szkole funkcjonowały 3 klasy wstępne i 4 klasy szkoły średniej. W tym samym roku szkołę przeniesiono do gmachu przy ul. Henryka Sienkiewicza 61, gdzie oprócz sal lekcyjnych, znajdował się również pensjonat dla uczennic zamiejscowych. Zyskała ona także charakter wyłącznie chrześcijański i zwiększyła liczbę uczących się uczennic do ponad 500.
W roku szkolnym 1919/1920 szkołą zyskała pełne prawa gimnazjum państwowego (kategoria A), ponowione w 1924. W roku szkolnym 1921/1922 znajdowało się 11 sal wykładowych, 6 rekreacyjnych oraz gabinet przełożonej, dyrektora, nauczycielski, lekarski, laboratorium fizykochemiczne oraz sekretariat. W tym samym roku w szkole powstała także kaplica, a w 1924 kupiono boisko szkolne przy ul. Sienkiewicza 42 (w obrębie parku H. Sienkiewicza). Ćwiczenia gimnastyczne odbywały się w sali Towarzystwa „Sokół” poza szkołą.

### ul. prez. G. Narutowicza 59a
W 1928 roku szkołę przeniesiono do nowego gmachu przy ul. prez. G. Narutowicza 59a. Do II wojny światowej szkoła obejmowała 6 klas szkoły powszechnej, 4 klasy gimnazjum i 2 klasy licealne. Ponadto rozbudowano ją o dodatkowe skrzydło.
Podczas II wojny światowej szkoła została przejęta przez żandarmerię niemiecką w grudniu 1939. W trakcie wojny, ukryte w jej murach dokumenty oraz wnętrza uległy zdewastowaniu. Kaplica szkolna została rozgrabiona. Uczennice szkoły, pomimo zajęcia gmachu przez okupantów, kontynuowały naukę w tamach tajnego nauczania, pod opieką nauczycieli. Podczas okupacji hitlerowskiej 10 uczennic szkoły zdało maturę.
Szkołę reaktywowano w lutym 1945. W 1948 ze względu na fakt, iż przełożona – Helena Miklaszewska, a także prowadzący formalnie szkołę zarząd Zgromadzenia Pocieszycielek Najświętszego Serca Jezusowego, nie zezwolili na nacjonalizację szkoły, szkoła ta została zamknięta.
Po wojnie w gmachu szkoły znalazły się: Biblioteka Uniwersytecka, Poradnia Zdrowia Psychicznego, Kurs dla dorosłych oraz dom zakonny sióstr, które pracowały w wyżej wymienionych instytucjach, oprócz Kursu. Następnie budynek został przekazany Uniwersytetowi Łódzkiemu, na potrzeby Wydziału Prawa i Administracji Uniwersytetu Łódzkiego.

## Działalność szkoły
Szkoła była prowadzona pod zarządem bezhabitowego Zgromadzenia Pocieszycielek Najświętszego Serca Jezusowego. Fakt ten sprawiał, że dzieci oraz rodzice często nie zdawali sobie sprawy, iż placówka jest prowadzona przez zakon. Językiem wykładowym, wprowadzonym przez Helenę Miklaszewską, był język polski.
Poza podstawowym trybem nauczania, szkoła organizowała także wiosenne zagonki, na których uczennice uprawiały kwiaty i warzywa. Zimą dziewczęta uprawiały jazdę na sankach, na usypanym w tym celu pagórku oraz łyżwiarstwo na lodowisku tworzonym na szkolnym boisku. Ponadto w szkole funkcjonowała Sodalicja Mariańska, samopomoc uczniowska, koło Czerwonego Krzyża Młodzieży, kółka naukowe, kółko literackie i kółko sportowe. W ramach koła sportowego organizowano „święta sportowe młodzieży”, zaś w ramach koła literackiego wydawana była gazetka szkolna. Ponadto szkoła organizowała pielgrzymki do Rzymu oraz wycieczki krajoznawcze po Polsce. Ponadto szkoła organizowała akcje charytatywne, organizowała opiekę nad domem starców i przygotowywała paczki świąteczne dla potrzebujących.
Szkoła posiadała własny pensjonat dla uczennic mieszkających poza Łodzią. Funkcjonował on przy ul. H. Sienkiewicza 61, nawet po przeniesieniu szkoły na ul. prez. G. Narutowicza 59a.

## Nauczycielki
- Jadwiga Krasicka – polska historyk
- Helena Miklaszewska – dyrektorka szkoły (1911–1939, 1945–1948)[4]
- Maria Wocalewska – instruktorka harcerska

## Uczennice
- Lucyna Fagasiewicz – polska botanik
- Krystyna Juchniewicz – polska biolożka
- Barbara Nazdrowiczówna –harcerka, uczestniczka Powstania Warszawskiego[2]
- Anna Pogonowska – polska poetka
- Halina Szwarc[2] – polska agentka wywiadu AK, profesor doktor medycyny.

## Absolwentki
- Aniela Kowalska – historyczka literatury
- Aleksandra Pijanowska-Adamczyk – poetka
- Zofia Sykulska – docent farmacji

## Upamiętnienie
- Na ścianie gmachu dawnego Gimnazjum przy ul. Narutowicza 59a, od strony ul. Narutowicza na ścianie budynku znajduje się tablica pamiątkowa, ufundowana w 1991 r. przez absolwentki szkoły.
- W domu Zgromadzenia Sióstr Pocieszycielek NSJ w Łodzi przy ul. Strykowskiej 122 w Łodzi funkcjonuje archiwum pamiątek o szkole, które zostały przekazane przez jej absolwentki. Do zachowanych przedmiotów należą m.in. obraz Matki Bożej Niepokalanej oraz sztandar z powojennej historii szkoły, autobiograficzne notatki oraz zapiski modlitewne Heleny Miklaszewskiej[4].